# Sten Kindlundh
Bo Sten Gunnar Kindlundh, född den 26 juli 1936 i Malmö, död den 29 mars 2019 i Lund, var en svensk litteraturvetare, översättare och filosofie licentiat i litteratur.

## Biografi
Kindlundh föddes den 26 juli 1936 i Malmö Caroli församling, Skåne. Han blev filosofie licentiat i litteratur 1972 vid Lunds universitet, med en avhandling om Jan Fridegårds författarskap. Kindlundh påbörjade under 1970- talet även doktorandstudier vid Lunds universitet, men fullföljde inte dessa.
Kindlundh anställdes 1966 som assistent vid litteraturvetenskapliga institutionen på Lunds universitet men kom även att inneha andra tjänster vid universitet. Under fjorton år, mellan 1985-1999, var Kindlundh utbildningsledare för Teaterhögskolan i Malmö. Genom att premiera konstnärligt utvecklingsarbete, det vill säga ett undersökande arbete som lärarna kunde ägna sig åt inom tjänsten, bidrog Kindlundh till utvecklingen av Teaterhögskolans forskningsverksamhet. Fram till sin pensioneringen 2001 verkade han som prefekt vid institutionen för kulturvetenskaper. Året då han gick i pension förärades han och kollegan Anja Edén en festskrift, Kulturanatomiska studier. Kindlundh var även verksam som recensent vid Skånska Dagbladet från 1990 omkring och framåt.
Kindlundhs forskning från 1993 och framåt ägnades närmast uteslutande åt de medeltida isländska sagorna. Vad som får sägas vara Kindlundhs magnum opus är den postumt utgivna och fullständiga översättningen av Sturlungasagan i tre band från 2021. Kindlundh blev med det verket den första att i helhet översätta Sturlungasagan till svenska, något som ansetts vara en stor kulturgärning.
Kindlundh var en erkänt kunnig och initerad lekman i frågor om finländsk historia och kultur. För sina insatser i finlandsfrågor utsågs han till hedersmedlem i föreningen Sydsveriges finska krigsbarn 2017.